# Мильков, Владимир Владимирович
Влади́мир Влади́мирович Милько́в (14 мая 1951, Томск, СССР — 8 августа 2021, Клин, Россия) — советский и российский историк философии и культуролог, специалист по истории русской философии, духовной и материальной культуры Древней Руси, истории отечественной мысли эпохи Средневековья и реконструкции славянского мировоззрения дохристианской поры. Доктор философских наук (2000), ведущий научный сотрудник (с 2003) сектора истории русской философии Института философии РАН. Создатель междисциплинарной группы по изданию древнерусских философских текстов на языке оригинала и с переводами. Учёный секретарь серии «Памятники религиозно-философской мысли Древней Руси» (издательство «Наука»).

## Биография
Родился 14 мая 1951 года в Томске.
В 1974 году окончил историко-филологический факультет Новгородского государственного педагогического института.
В 1981 году защитил диссертацию на соискание учёной степени кандидата философских наук по теме «Мировоззренческие проблемы раннесредневековых ересей на Руси (XI—XIV вв.)» (специальность 09.00.03 — история философии).
С 1981 года — научный сотрудник, с 2003 года — сектора истории русской философии Института философии РАН.
В 2000 году в Институте философии РАН защитил диссертацию в форме научного доклада на соискание учёной степени доктора философских наук по теме «Основные направления религиозно-философской мысли Древней Руси XI—XV вв.» (специальность 09.00.03 — история философии).
Читал курс лекций по философии и культурологии в ИИТЭМ (Институт информационных технологий, экономики и менеджмента) и специальный курс «История русской неканонической мысли в ГУГН (Государственный университет гуманитарных наук).
Член диссертационного совета Государственной академии славянской культуры по защите диссертаций на соискание учёной степени доктора наук и кандидата наук по специальности 24.00.01 — теория и история культуры (культурология).
Являлся членом редакционного совета журнала „Палеоросия. Древняя Русь: во времени, в личностях, в идеях“.
Умер 8 августа 2021 года после тяжёлой болезни.

## Научные труды

### Монографии
- Мильков В. В., Неборский М. Ю., Милькова С. В., Баранкова Г. С. Древняя Русь: пересечение традиций. — М.: НИЦ „Скрипторий“, 1997. — 457 с.
- Мильков В. В. Осмысление истории в Древней Руси. — М.: ИФ РАН, 1997. — 196,[1]с. (в том числе публикация текстов памятников — С. 177—196)
- Мильков В. В. Древнерусские апокрифы. / Памятники древнерусской мысли: исследования и публикации. — Вып. 1. — СПб.: Изд-во РХГИ, 1999. — 894 с. (в том числе публикация текстов памятников — С. 417—868);
- Мильков В. В. Осмысление истории в Древней Руси. / Издание второе, дополненное. — СПб.: Алетейя, 2000. — 384 с.
- Мильков В. В., Баранкова Г. С. Шестоднев Иоанна Экзарха Болгарского. — СПб.: Алетейя, 2001;
- Мильков В. В., Громов М. Н., Якунин С. Н. Идейные течения древнерусской мысли. — СПб.: Изд-во РХГИ, 2001;
- Мильков В. В. „История русской философии“. — М.: Республика, 2001. (раздел по древнерусской философии)
- Мильков В. В., Макаров А. И., Смирнова А. А. Древнерусские Ареопагитики. — М.: Круг, 2002;
- Мильков В. В., Полянский С. М., Симонов Р. А., Денисова И. А., Григорьев А. В. Древнерусская космология. — М.: Алетейя, 2004;
- Мильков В. В., Макаров А. В., Милькова С. В., Полянский С. М. Митрополит Никифор. — СПб.: „МІРЪ“, 2007.
- Мильков В. В. Космологические произведения в книжности Древней Руси: Ч. 1-2. — СПб.: „МІРЪ“, 2008—2009
- Мильков В. В., Симонов Р. А. Кирик Новгородец: Ученый и мыслитель. / В. В. Мильков, Р. А. Симонов; Российская акад. наук, Ин-т философии; [отв. ред. И. А. Григорьева]. Вып. VII. — М.: ИФ РАН: „КругЪ“, 2011. — 544 с. ISBN 978-5-7396-0221-3. — (Памятники древнерусской мысли).
- Дергачева И. В., Мильков В. В., Милькова С. В. Лука Жидята: святитель, писатель, мыслитель / Отв. ред. И. А. Герасимова; Институт философии РАН. — М.: Мир философии, 2016. — 416 с. — (Памятники древнерусской мысли: исследования и тексты; Вып. IX). — 500 экз. — ISBN 978-5-9906502-4-4.

### Статьи в журналах и сборниках
- Мильков В. В. Методические проблемы исследования еретических учений на Руси XI—XIV вв. // Актуальные проблемы исследования марксистско-ленинского философского наследия. (Теоретические проблемы истории философии). — Вып. I. — М.: Институт философии АН СССР, 1980. — С. 52-64.
- Мильков В. В. О путях расширения источниковедческой базы исследования идейно-философского развития Древней Руси. // Методологические проблемы историко-философских исследований: Тезисы выступлении участников семинара Философско-методологические проблемы научного познания». Москва, 23. 27.09.1981. — М.: Институт философии АН СССР, 1981. — С. 5-10.
- Мильков В. В. О формировании идеологической надстройки феодальной Руси (роль еретичества XII века) // Философско-методологические проблемы социального познания. — Вып. II. — М.: Институт философии АН СССР, 1981. — С. 44-53.
- Мильков В. В. Ленинское учение о двух культурах и мировоззренческая неоднозначность русского средневековья. // Актуальные проблемы исследования марксистско-ленинского философского наследия. (Теоретические проблемы исследования). — Вып. III. — М.: Институт философии АН СССР, 1982. — С. 18-28.
- Мильков В. В. Идейные течения в философской мысли XI столетия. // Становление философской мысли в Киевской Руси. — М.: Институт философии АН СССР, 1984. — С. 28-47
- Мильков В. В. Проблемы древнейшего периода отечественной философии (по материалам научно-теоретического семинара «Философская мысль в культуре Киевской Руси»). // Становление философской мысли в Киевской Руси. — М.: Институт философии АН СССР, 1984. — С. 85-94.
- Мильков В. В. Проблемы древнейшего периода отечественной философии // Философские науки. — 1984. — № 3. — С. 157—160.
- Мильков В. В. Черты мировоззрения волхвов (по материалам религиозных споров 60-х −70-х годов XI в.) // Идейное наследие философских культур народов СССР и современность. — Киев: Наукова думка, 1984. — С. 110—116.
- Мильков В. В. Религиозно-философские проблемы в еретичестве конца XV- начала XVI вв. // Философская мысль на Руси в позднее Средневековье. — М.: Институт философии АН СССР, 1985. — С. 40-67
- Мильков В. В. Источники философской мысли Киевской Руси // Проблемы исследования истории философии народов СССР. (Тезисы докладов к Всесоюзной конференции «Методологические и мировоззренческие проблемы истории философии»). — М.: Институт философии АН СССР, 1986. — С. 28-32.
- Мильков В. В. Эстетические установки в мировоззрении древних славян. // Эстетические ценности в системе культуры. — М.: Институт философии АН СССР, 1986. — С. 42-53.
- Мильков В. В. Иларион и древнерусская мысль // Идейно-философское наследие Илариона Киевского. —М.: Институт философии АН СССР, 1986. — Ч. 2. — С. 6-38.
- Мильков В. В. Философско-мировоззренческая проблематика в литературе Древней Руси. // Формирование мировоззрения: история и современность. (Препринты Общеинститутского семинара Совета молодых ученых по проблемам мировоззрения). — М.: Институт философии АН СССР, 1987. — С. 42-52.
- Мильков В. В. Мировоззренческо-эстетические основы славянского мифотворчества // Социально-культурный контекст искусства. Историко-эстетический анализ. — М.: Институт философии АН СССР, 1987. — С. 70-84.
- Мильков В. В. «Слово о законе и благодати» Илариона и «теория казней божиих» // Человек и история в средневековой философской мысли русского, украинского и белорусского народов. — Киев: Наукова думка, 1987. — С. 50-57.
- Мильков В. В., Пелюгина Н. Б. Христианство и язычество: проблема двоеверия. // Введение христианства на Руси. — М.: Мысль, 1987. — С. 263—273.
- Мильков В. В. Синкретизм в древнерусской мысли. // Отечественная общественная мысль эпохи средневековья (историко-философские очерки). — Киев: Наукова думка, 1988. — С. 46-57.
- Мильков В. В. Философско-мировоззренческие основания раннесредневековой русской культуры // Общество. Культура. Мировоззрение. — М.: Институт философии АН СССР, 1988. — С. 39-56.
- Мильков В. В. Мировоззренческие основания поэтической образности «Слова1 о полку Игореве» // «Слово о полку Игореве» и древнерусская философская культура. — М.: Институт философии АН СССР, 1989. — С. 23-42.
- Мильков В. В., Макаров А. И. Есть ли середина у крайностей? (О месте «Слова о полку Игореве» в древнерусской культуре) // Слово о полку Игореве" и древнерусская философская культура. — М.: Институт философии АН СССР, 1989. — С. 108—139
- Мильков В. В. «Слово о законе и благодати» Илариона Киевского и теория «казней божиих». // Альманах библиофила. — Вып. 26: Тысячелетие русской письменной культуры (988—1988). — М.: Книга, 1989. — С. 114—121.
- Мильков В. В. Древнерусское еретичество в идейно-политической борьбе второй половины ХП столетия. // Общественная мысль: исследования и публикации. — Вып. I. — М.: Наука, 1989. — С. 5-28.
- Мильков В. В. Наследие античности в памятниках философской культуры Киевской Руси. // Международные идейно-философские связи Руси (XI—XVII вв.). — М.: Институт философии АН СССР, 1991. — С. 60-85.
- Мильков В. В. Сведения об античности и античной философии в древнерусской «Хронике» Иоанна Малалы. // Отечественная философская мысль XI—XIV вв. и греческая культура. — Киев: Наукова думка, 1991. — С. 193—203.
- Мильков В. В. Определение философии Иоанна Дамаскина и его славяно-русские варианты (о кирилло-Мёфодиевском и других идейно-религиозных направлениях в духовной жизни Древней Руси). // Переводные памятники философской мысли в Древней Руси. — М : Институт философии РАН, 1992. — С. 130—174.
- Мильков В. В., Смольникова Л. Н. Апокрифы в религиозной И идейной жизни Руси периода её Христианизации // Переводные памятники философской мысли в Древней Руси. — М.: Институт философии РАН, 1992. — С. 44-77.
- Мильков В. В., Смольникова Л. Н. Апокрифическая «Беседа трех святителей» в Древней Руси и её идейно-мировоззренческое содержание. // Общественная мысль: исследования и публикации. — Вып. III. — М.: Наука, 1993. — С. 149—164.
- Мильков В. В., Смольникова Л. Н. «Беседа трех святителей» / Публикация текста, комментарии. // Общественная мысль: исследования и публикации. — Вып. 3. — М.: Наука, 1993. — С. 165—181.
- Мильков В. В. Учение стригольников // Общественная мысль: исследования и публикации. — Вып. IV. — М: Наука, 1993. — С. 33-46.
- Мильков В. В. Нетипичные элементы в средневековой погребальной обрядности Новгородской Земли // «Новгород и Новгородская Земля. История и археология». Материалы научной конференции Выпуск 9 (1995)
- Мильков В. В. Апокрифы в Древней Руси и их идейно-мировоззренческое содержание // Апокрифы Древней Руси: Тексты и исследования. — М.: Наука, 1997. — С. 5-15.
- Мильков В. В. Концепция земного рая в древнерусских апокрифах // Апокрифы Древней Руси: Тексты и исследования. — М.: Наука, 1997. — С. 229—254.
- Мильков В. В. Апокриф «Галеново на Гиппократа» в древнерусской книжности // Проблемы источниковедения истории книги. — Вып. I. — М.: Изд-во Московской государственной академии печати «Мир книги», 1997. — С. 25-31.
- Мильков В. В., Баранкова Г. С. Историко-культурное значение Шестоднева Иоанна экзарха Болгарского // Шестоднев Иоанна экзарха Болгарского. Ранняя русская редакция. — М.: Индрик, 1998. — С. 9-14.
- Мильков В. В. Религиозно-философская проблематика Ареопагитик и особенности её восприятия древнерусскими книжниками и мыслителями // Человек верующий в культуре Древней Руси. Материалы международной научной конференции 5 — 6 декабря 2005 года / Отв. ред. Т. В. Чумакова. — СПб., Издательство «Лема», 2005. — С. 13-19. — 252 с. ISBN 5-98709-013-X
- Мильков В. В. Концепция малых дел в Древней Руси (об одной из особенностей морально-этического сознания отечественного средневековья) // Философский журнал. — № 1(4)/2010. — М.: ИФ РАН, 2010
- Мильков В. В. Новгородский святитель Лука: характер деятельности и идейные аспекты творчества // Новгородская земля в эпоху Ярослава Мудрого. — Великий Новгород, 2010.
- Мильков В. В. Религиозно-этическая программа «Поучения» Владимира Мономаха // Православный собеседник: Альманах Казанской духовной семинарии. — № 1. — Казань, 2010.
- Мильков В. В. Сведения о древнерусской философии в «Хронике» Георгия Амартола // История российско-греческих отношений и перспективы их развития в XXI в. — М., 2010.
- Мильков В. В. Наследие Кирика Новгородца (К 900-летию древнерусского ученого и мыслителя) // Эпистемология и философия науки. — Т. XXVII. № 1. — 2011.
- Мильков В. В. Религиозно-философское значение литературных приемов древнерусского политического памфлета (на материалах «Притчи о душе и теле» Кирилла Туровского) // История философии. — № 16. — М.: ИФ РАН, 2011
- Мильков В. В. Кирик Новгородец: грани творчества // Философский журнал. — № 2 (7). — 2011.
- Мильков В. В. Была ли философия в Древней Руси? // Сайт Российской академии наук, «Ученые РАН о науке», 02.11.2012.

### Статьи в энциклопедиях и словарях
- Мильков В. В. Владимир Мономах // Сто русских философов. Биографический словарь.. — М.: Мирта, 1995. — С. 45—50.
- Мильков В. В. Иларион // Сто русских философов. Биографический словарь.. — М.: Мирта, 1995. — С. 84—88.
- Мильков В. В. Кирик Новгородец // Сто русских философов. Биографический словарь.. — М.: Мирта, 1995. — С. 105—108.
- Мильков В. В. Кирилл Туровский // Сто русских философов. Биографический словарь.. — М.: Мирта, 1995. — С. 108—111.
- Мильков В. В. Климент Смолятич // Сто русских философов. Биографический словарь.. — М.: Мирта, 1995. — С. 111—115.
- Мильков В. В. Никифор // Сто русских философов. Биографический словарь.. — М.: Мирта, 1995. — С. 169—172.
- Мильков В. В. Серапион Владимирский // Сто русских философов. Биографический словарь.. — М.: Мирта, 1995. — С. 218—220.
- Мильков В. В. Владимир Мономах // Русская философия: Словарь.. — М.: Республика, 1995. — С. 89.
- Мильков В. В. Волхвы // Русская философия: Словарь.. — М.: Республика, 1995. — С. 90—91.
- Мильков В. В. Двоеверие // Русская философия: Словарь.. — М.: Республика, 1995. — С. 132—133.
- Мильков В. В. Изборник 1073 года // Русская философия: Словарь.. — М.: Республика, 1995. — С. 174—175.
- Мильков В. В. Изборник 1076 года // Русская философия: Словарь.. — М.: Республика, 1995. — С. 175—176.
- Мильков В. В. Иларион // Русская философия: Словарь.. — М.: Республика, 1995. — С. 179—180.
- Мильков В. В. Казней божиих учение // Русская философия: Словарь.. — М.: Республика, 1995. — С. 210—211.
- Мильков В. В. Кирик Новгородец // Русская философия: Словарь.. — М.: Республика, 1995. — С. 225—226.
- Мильков В. В. Кирилл Туровский // Русская философия: Словарь.. — М.: Республика, 1995. — С. 226.
- Мильков В. В. Климент Смолятич // Русская философия: Словарь.. — М.: Республика, 1995. — С. 227—228.
- Мильков В. В. Никифор // Русская философия: Словарь.. — М.: Республика, 1995. — С. 321—322.
- Мильков В. В. Серапион Владимирский // Русская философия: Словарь.. — М.: Республика, 1995. — С. 433—434.
- Мильков В. В. Слово о полку Игореве // Русская философия: Словарь.. — М.: Республика, 1995. — С. 449—151.
- Мильков В. В. Стригольничество // Русская философия: Словарь.. — М.: Республика, 1995. — С. 490.
- Мильков В. В., Баранкова Г. С. Шестоднев // Русская философия: Словарь.. — М.: Республика, 1995. — С. 619—620.
- Мильков В. В. Язычество славяно-русского общества // Русская философия: Словарь.. — М.: Республика, 1995. — С. 649—651.
- Мильков В. В. Апокрифы // Русская философия. Малый энциклопедический словарь.. — М.: Наука, 1995. — С. 31—33.
- Мильков В. В. Владимир (в крещении Василий) Всеволодович Мономах // Русская философия. Малый энциклопедический словарь.. — М.: Наука, 1995. — С. 97—98.
- Мильков В. В. Двоеверие // Русская философия. Малый энциклопедический словарь.. — М.: Наука, 1995. — С. 153—155.
- Мильков В. В. Жидовство (жидовствующие или новгородско-московская ересь антитринитариев) // Русская философия. Малый энциклопедический словарь.. — М.: Наука, 1995. — С. 180—181.
- Мильков В. В. Иларион // Русская философия. Малый энциклопедический словарь.. — М.: Наука, 1995. — С. 212—213.
- Мильков В. В., Петров А. Е. Исихазм и русская духовность // Русская философия. Малый энциклопедический словарь.. — М.: Наука, 1995. — С. 225—228.
- Мильков В. В. Кирик Новгородец // Русская философия. Малый энциклопедический словарь.. — М.: Наука, 1995. — С. 257—258.
- Мильков В. В. Кирилл Туровский // Русская философия. Малый энциклопедический словарь.. — М.: Наука, 1995. — С. 258.
- Мильков В. В. Климент Смолягач // Русская философия. Малый энциклопедический словарь.. — М.: Наука, 1995. — С. 260—261.
- Мильков В. В. Нестор // Русская философия. Малый энциклопедический словарь.. — М.: Наука, 1995. — С. 369—371.
- Мильков В. В. Никифор // Русская философия. Малый энциклопедический словарь.. — М.: Наука, 1995. — С. 374—376.
- Мильков В. В. Серапион Владимирский // Русская философия. Малый энциклопедический словарь.. — М.: Наука, 1995. — С. 464—465.
- Мильков В. В. Стригольничество // Русская философия. Малый энциклопедический словарь.. — М.: Наука, 1995. — С. 494—495.
- Мильков В. В. Теория казней божиих // Русская философия. Малый энциклопедический словарь.. — М.: Наука, 1995. — С. 503—504.
- Мильков В. В. Двоеверие // Религии народов современной России: Словарь / М. П. Мчедлов (отв. ред.), Аверьянов Ю.И., Басилов В. Н. и др. /. — 2-е изд., испр. и доп. — М.: Республика, 2002. — С. 82—85. — 624 с. — 4000 экз. — ISBN 5-250-01818-1.
- Мильков В. В. Ильин день // Религии народов современной России: Словарь / М. П. Мчедлов (отв. ред.), Аверьянов Ю.И., Басилов В. Н. и др. /. — 2-е изд., испр. и доп. — М.: Республика, 2002. — С. 114—115. — 624 с. — 4000 экз. — ISBN 5-250-01818-1.
- Мильков В. В., Петров А. Е. Исихазм // Религии народов современной России: Словарь / М. П. Мчедлов (отв. ред.), Аверьянов Ю.И., Басилов В. Н. и др. /. — 2-е изд., испр. и доп. — М.: Республика, 2002. — С. 117—120. — 624 с. — 4000 экз. — ISBN 5-250-01818-1.
- Мильков В. В. Колдовство // Религии народов современной России: Словарь / М. П. Мчедлов (отв. ред.), Аверьянов Ю.И., Басилов В. Н. и др. /. — 2-е изд., испр. и доп. — М.: Республика, 2002. — С. 174—176. — 624 с. — 4000 экз. — ISBN 5-250-01818-1.
- Мильков В. В. Культ животных // Религии народов современной России: Словарь / М. П. Мчедлов (отв. ред.), Аверьянов Ю.И., Басилов В. Н. и др. /. — 2-е изд., испр. и доп. — М.: Республика, 2002. — С. 183—186. — 624 с. — 4000 экз. — ISBN 5-250-01818-1.
- Мильков В. В. Культ природы у русских // Религии народов современной России: Словарь / М. П. Мчедлов (отв. ред.), Аверьянов Ю.И., Басилов В. Н. и др. /. — 2-е изд., испр. и доп. — М.: Республика, 2002. — С. 187—191. — 624 с. — 4000 экз. — ISBN 5-250-01818-1.
- Мильков В. В. Культ святых в православии // Религии народов современной России: Словарь / М. П. Мчедлов (отв. ред.), Аверьянов Ю.И., Басилов В. Н. и др. /. — 2-е изд., испр. и доп. — М.: Республика, 2002. — С. 192—198. — 624 с. — 4000 экз. — ISBN 5-250-01818-1.
- Мильков В. В. Магия // Религии народов современной России: Словарь / М. П. Мчедлов (отв. ред.), Аверьянов Ю.И., Басилов В. Н. и др. /. — 2-е изд., испр. и доп. — М.: Республика, 2002. — С. 205—208. — 624 с. — 4000 экз. — ISBN 5-250-01818-1.
- Мильков В. В. Неоязычество // Религии народов современной России: Словарь / М. П. Мчедлов (отв. ред.), Аверьянов Ю.И., Басилов В. Н. и др. /. — 2-е изд., испр. и доп. — М.: Республика, 2002. — С. 294—299. — 624 с. — 4000 экз. — ISBN 5-250-01818-1.
- Мильков В. В. Пантеизм // Религии народов современной России: Словарь / М. П. Мчедлов (отв. ред.), Аверьянов Ю.И., Басилов В. Н. и др. /. — 2-е изд., испр. и доп. — М.: Республика, 2002. — С. 327—330. — 624 с. — 4000 экз. — ISBN 5-250-01818-1.
- Мильков В. В. Русские дохристианские верования и их отражение в народной культуре // Религии народов современной России: Словарь / М. П. Мчедлов (отв. ред.), Аверьянов Ю.И., Басилов В. Н. и др. /. — 2-е изд., испр. и доп. — М.: Республика, 2002. — С. 441—444. — 624 с. — 4000 экз. — ISBN 5-250-01818-1.
- Мильков В. В. Язычество в России // Религии народов современной России: Словарь / М. П. Мчедлов (отв. ред.), Аверьянов Ю.И., Басилов В. Н. и др. /. — 2-е изд., испр. и доп. — М.: Республика, 2002. — С. 594—596. — 624 с. — 4000 экз. — ISBN 5-250-01818-1.

### Подготовка древнерусских тестов, комментарии и примечания к ним
- Мильков В. В., Баранкова Г. С., Пилюгина Н. Б., Якунин С. Н. Комментарии к переводу I Слова «Шестоднева» Иоанна экзарха Болгарского // Шестоднев Иоанна экзарха Болгарского как памятник средневекового философствования. — М: Институт философии АН СССР, 1991. — С. 88-159.
- Мильков В. В., Баранкова Г. С., Якунин С. Н. Комментарии к Шестодневу Иоанна экзарха. Пролог. Слово 1-го дня // Общественная мысль: исследования и публикации. — Вып. IV. — М: Наука, 1993. — С. 196—206.
- Мильков В. В. Откровение Мефодия Пахарского. / Комментарии и примечания. // Апокрифы Древней Руси: Тексты и исследования. — М.: Наука, 1997. — С. 30-46.
- Мильков В. В., Хачатурян В. М. Видение апостола Павла. / Комментарии и примечания. // Апокрифы Древней Руси: Тексты и исследования. — М.: Наука, 1997. — С. 70-74.
- Мильков В. В. Хождение Богородицы по мукам. / Комментарии и примечания. // Апокрифы Древней Руси: Тексты и исследования. — М.: Наука, 1997. — С. 81-90.
- Мильков В. В., Хачатурян В. М. Видение Исайи. / Комментарии и примечания. // Апокрифы Древней Руси: Тексты и исследования. — М.: Наука, 1997. — С. 96-97.
- Мильков В. В. Хождение Зосимы к рахманам. / Комментарии и примечания. // Апокрифы Древней Руси: Тексты и исследования. — М.: Наука, 1997. — С. 113—115.
- Мильков В. В. «Хождение Агапия в рай». / Комментарии и примечания. // Апокрифы Древней Руси: Тексты и исследования. — М.: Наука, 1997. — С. 130—132.
- Мильков В. В. Подвиги Федора Тирона. / Комментарии и примечания. // Апокрифы Древней Руси: Тексты и исследования. — М.: Наука, 1997. — С. 144—147.
- Мильков В. В. Слово об Адаме и Еве, от начала и до конца. / Комментарии и примечания. // Апокрифы Древней Руси: Тексты и исследования. — М.: Наука, 1997. — С. 153—155.
- Мильков В. В., Смольникова Л. Н. Беседа трех святителей. / Комментарии и примечания. // Апокрифы Древней Руси: Тексты и исследования. — М.: Наука, 1997. — С. 176—185.
- Мильков В. В. Сказание Афродагаана. / Комментарии и примечания. // Апокрифы Древней Руси: Тексты и исследования. — М.: Наука, 1997. — С. 191—201.
- Мильков В. В. Сказание о том, как сотворил Бог Адама / Комментарии и примечания. // Апокрифы Древней Руси: Тексты и исследования. — М.: Наука, 1997. — С. 205—217.
- Мильков В. В. Галеново на Гиппократа / Комментарии и примечания. // Апокрифы Древней Руси: Тексты и исследования. — М.: Наука, 1997. — С. 220—228.
- Мильков В. В. Поучение Иоанна Златоуста о казнях Божиих. / Подготовка древнерусского текста. // Мильков В. В. Осмысление истории в Древней Руси. — М.: Институт философии РАН, 1997. — С. 177—183.
- Мильков В. В. Слово святого Иоанна Златоуста о казнях Божиих. / Подготовка древнерусского текста. // Мильков В. В. Осмысление истории в Древней Руси. — М.: Институт философии РАН, 1997. — С. 184—188.
- Мильков В. В. Слово святого Ефрема о казнях Божиих и о ратех. / Подготовка древнерусского текста. // Мильков В. В. Осмысление истории в Древней Руси. — М.: Институт философии РАН, 1997. — С. 189—196.
- Мильков В. В. Повествование о том, как сотворил Бог Адама. / Подготовка древнерусского текста, вводная статья, комментарии. // Мильков В. В. Древнерусские апокрифы. — СПб.: Изд-во РХГИ, 1999. — С. 417—427, 431—439.
- Мильков В. В. Апокрифические фрагменты о составах человеческого тела. / Подготовка древнерусского текста, вводная статья, комментарии. // Мильков В. В. Древнерусские апокрифы. — СПб.: Изд-во РХГИ, 1999. — С. 440—449.
- Мильков В. В. Галеново на Гиппократа. / Подготовка древнерусского текста, вводная статья, комментарии. // Мильков В. В. Древнерусские апокрифы. — СПб.: Изд-во РХГИ, 1999. — С. 441—460,463-169,471-473.
- Мильков В. В., Смольникова Л. Н. Откровение Варуха. / Подготовка древнерусского текста, вводная статья, комментарии. // Мильков В. В. Древнерусские апокрифы. — СПб.: Изд-во РХГИ, 1999. — С. 476—487, 493—498.
- Мильков В. В., Смольникова Л. Н., Хачатурян В. М. Видение Исайи. / Подготовка древнерусского текста, вводная статья, перевод, комментарии. // Мильков В. В. Древнерусские апокрифы. — СПб.: Изд-во РХГИ, 1999. — С. 499—527.
- Мильков В. В., Смольникова Л. Н. Видение апостола Павла. / Подготовка древнерусского текста, перевод, комментарии. // Мильков В. В. Древнерусские апокрифы. — СПб.: Изд-во РХГИ, 1999. — С. 530—581.
- Мильков В. В. Хождение Богородицы по мукам. / Подготовка древнерусского текста, вводная статья, комментарии. // Мильков В. В. Древнерусские апокрифы. — СПб.: Изд-во РХГИ, 1999. — С. 582—600, 617—626.
- Мильков В. В. Хождение Агапия в рай. / Комментарии. // Мильков В. В. Древнерусские апокрифы. — СПб.: Изд-во РХГИ, 1999. — С. 646—651.
- Мильков В. В. Откровение Мефодия Патарского / Подготовка древнерусского текста, вводная статья, комментарии. // Мильков В. В. Древнерусские апокрифы. — СПб.: Изд-во РХГИ, 1999. — С. 652—688, 703—711.
- Мильков В. В., Смольникова Л. Н. Сказание Афродитиана. / Подготовка древнерусского текста, вводная статья, комментарии. // Мильков В. В. Древнерусские апокрифы. — СПб.: Изд-во РХГИ, 1999. — С. 712—723, 729—734.
- Мильков В. В., Смольникова Л. Н., Милькова С. В.  Евангелие Иакова. / Подготовка древнерусского текста, вводная статья, комментарии. // Мильков В. В. Древнерусские апокрифы. — СПб.: Изд-во РХГИ, 1999. — С. 735—750, 760—766.
- Мильков В. В. Евангелие Никодима. / Подготовка древнерусского текста, вводная статья. // Мильков В. В. Древнерусские апокрифы. — СПб.: Изд-во РХГИ, 1999. — С. 767—810.
- Мильков В. В. Евангелие детства. / Подготовка древнерусского текста, вводная статья. // Мильков В. В. Древнерусские апокрифы. — СПб.: Изд-во РХГИ, 1999. — С. 842—858.
- Мильков В. В., Сумникова Т. А. Иларион. «Слово о законе и благодати». / Вступительная статья, комментарии к переводу. // Мильков В. В. Осмысление истории в Древней Руси. — СПб.: Алетейя, 2000. — С. 189—197.
- Мильков В. В. Серапион Владимирский. «Поучения» / Вступительная статья, комментарии к переводу. // Мильков В. В. Осмысление истории в Древней Руси. — СПб.: Алетейя, 2000. — С. 277—293, 298—303, 310—314, 319—322, 328—334, 339—344.
- Мильков В. В. Откровение Мефодия Патарского. / Комментарии к переводу. // Мильков В. В. Осмысление истории в Древней Руси. — СПб.: Алетейя, 2000. — С. 367—380.

### Редакция и составление
- Идейно-философское наследие Илариона Киевского: В 2-х частях / Сост., ред. канд. филос. наук В. В. Мильков. — М.: Институт философии АН СССР, 1986. — Ч. 1. — 114 с. — (6,8 п.л.); — Ч. 2. — 172 с.
- «Шестоднев» Иоанна экзарха Болгарского как памятник средневекового философст вования / Сост., ред., В. В. Мильков, Н. Б. Пищогина. — М: Институт философии АН СССР, 1991. — 190 с.
- Апокрифы Древней Руси: Тексты и исследования. /Отв. ред. и сост. канд. филос. наук В. В. Мильков. — М.: Наука, 1997. — 256 с. — (Общественная мысль: исследования и публикации) ISBN 5-02-013629-8